# Takahiro Futagawa
Takahiro Futagawa (Takatsuki, Prefectura d'Osaka, Japó, 27 de juny de 1980) és un futbolista japonès.

## Selecció japonesa
Takahiro Futagawa va disputar 1 partits amb la selecció japonesa.